# 網代隧道
網代隧道（あじろすいどう）は、静岡県熱海市の国道135号の旧道にあるトンネルである。

## 概要
1930年（昭和5年）に発生した北伊豆地震により海沿いを通る道路が寸断してしまったため、それに代わる道として1932年（昭和7年）に建設され、1953年（昭和28年）に国道に認定され、国道135号の一部となった。
しかし近年では、幅が5mほどしかないことから大型車同士のすれ違いができないため、交互通行を強いられることとなり渋滞の要因ともなっていた。そのため新道として網代バイパスが建設されることとなり、2005年（平成17年）に完成。これにより網代隧道は国道指定を解除された。

## 現状
現在網代隧道を含む旧道区間は、現道である網代バイパスと並行する形で残っている。トンネル内の照明の一部は現在でも点灯しており、通り抜けも可能である。ただし網代側の旧道区間入口には車止めが設置してあるので、四輪車での通行はできない（伊東側からは進入可能だが、トンネルを抜けた後にUターンして戻る必要がある）。